# Биг Бивер (Пенсилванија)
Биг Бивер (енгл. Big Beaver) град је у америчкој савезној држави Пенсилванија.

## Демографија
По попису из 2010. године број становника је 1.970, што је 216 (-9,9%) становника мање него 2000. године.
| Група             | 2000.         | 2010.         |
| Белци             | 2.132 (97,5%) | 1.910 (97,0%) |
| Афроамериканци    | 15 (0,7%)     | 29 (1,5%)     |
| Азијати           | 4 (0,2%)      | 3 (0,2%)      |
| Хиспаноамериканци | 17 (0,8%)     | 13 (0,7%)     |
| Укупно            | 2.186         | 1.970         |